# رايان
رايان (بالإنجليزية: Raayan) و(بالتاميلية: ராயன்) هو فيلم هندي باللغة التاميلية نيو-نوار من نوع الإثارة والحركة لعام 2024، من كتابة وإخراج دانوش، وهو ثاني أعماله الإخراجية. تم إنتاجه بواسطة كالاتي ماران تحت علامة صن بيكتشرز. يشارك في البطولة دانوش في دور البطولة، إلى جانب دوشارا فيجيان، سونديب كيشان، كاليداس جايارام، س. ج. سورياه، سيلفاراجافان، براكا راج، وأبارنا بالامورالي في الأدوار الرئيسية، بينما تظهر في الأدوار الداعمة فارالاكسمي ساراثكومار، سارافانان، ديليبان وديفيا بيلاي. تدور أحداث الفيلم حول مالك عربة طعام سريع في شمال تشيناي الذي يكافح لحماية عائلته عندما يتورطون عن غير قصد في حرب بين عصابتين متنافستين مما يؤدي إلى ظروف غير متوقعة.
تم الإعلان عن الفيلم رسميًا في يناير 2023 بعنوان مؤقت "D50"، حيث يعتبر هذا الفيلم الخمسين لدانوش كأحد الأبطال الرئيسيين، وتم الإعلان عن العنوان الرسمي في فبراير 2024. بدأ التصوير الرئيسي في يوليو 2023 على طريق الساحل الشرقي في تشيناي، إلى جانب استوديوهات أديثيا رام، حيث تم تصوير معظم مشاهد الفيلم، تلاها جدول آخر في كاريكودي، وتم الانتهاء من التصوير في منتصف ديسمبر. موسيقى الفيلم من تأليف إيه. آر. رحمان، وتصويره السينمائي بواسطة أوم براكا، وحرره برسانا جي. كي.
كان من المقرر أن يُعرض الفيلم في 13 يونيو 2024، لكنه تم تأجيله لاحقًا. تم إطلاقه في جميع أنحاء العالم في 26 يوليو 2024، تزامنًا مع أسبوع عيد ميلاد دانوش. تلقى الفيلم تقييمات متباينة من النقاد، حيث تم الإشادة بموسيقاه، وتصويره السينمائي، وإخراجه، وأداء طاقم العمل، بينما انتقدت الحبكة والأجزاء التي تلت الاستراحة. حقق الفيلم أكثر من 160 كرور روبية على مستوى العالم، ليصبح ناجحًا تجارياً في شباك التذاكر، ويصبح ثالث أعلى الأفلام الهندية تحقيقاً للإيرادات في 2024 وأعلى فيلم تاميلي بتصنيف A من حيث الإيرادات على الإطلاق.

## القصة
كاثافارايان "رايان" هو مالك عربة طعام سريع في شمال تشيناي، يعيش مع إخوته الذين يتكونون من شقيقين أصغر سناً هما موثوفيلا رايان "موثو" ومانيكافيلا رايان "مانيكام"، وأخته الأصغر دورغا التي يحبها رايان كثيرًا. يعتني رايان بإخوته منذ الطفولة حيث اختفى والديه ولم يعودا. مانيكام هو طالب جامعي، بينما موثو هو شاب عنيف مدمن على الكحول ويحب ميغالي. سيخار هو شخصية تشبه الأب، وهو صديق عائلة مقرب لرايان ويدعمه وأسرته وهو على دراية كاملة بماضيه.
دوراي وسيدورامان "سيثو" هما زعيمان عصابتان متنافستان في المنطقة بينهما عداء طويل بعد أن قتل دوراي والد سيدو. يريد الشرطي آر. سارغونام، الذي تم تعيينه حديثًا كمفوض للشرطة، أن يخلق صراعًا بين سيدو ودوراي لقتلهم في مواجهة مع الشرطة. ذات يوم، يرسل سارغونام مجموعة من الرجال المدفوعين للهجوم على سيدو، الذي يقتلهم جميعًا. يعتقد سيدو أن دوراي هو من يقف وراء الهجوم، فيرسل رجاله لقتل ابن دوراي الذي كان في الحانة المحلية. كان موثو أيضًا موجودًا في الحانة، وتورط في مشاجرة مع ابن دوراي وعصابته. بينما كانت هذه الفوضى تحدث، تدخل عصابة سيدو واستخدمت الأسلحة وقتلت ابن دوراي. يبقى موثو هو الناجي الوحيد. بينما يعتقد معظم الناس أن سيدو هو من قتل ابن دوراي، يكتشف دوراي عن موثو ويطلب من رايان تسليمه خلال 24 ساعة. لكن رايان، بمساعدة موثو ومانيكام، يقتل دوراي وعصابته.
سيدو، الذي يشك في مقتل دوراي، يكتشف تورط رايان وإخوته في قتل دوراي، ويطلب من رايان الاجتماع معه. يطلب سيدو من رايان الانضمام إلى صفه ويعده بحماية عائلته من الشرطة، لكن رايان يرفض. يبدأ سيدو في تهديد رايان، الذي يرد بتهديدات غير مباشرة دون أن يعترف صراحة بأنه القاتل. يحاول سيدو اغتيال رايان عن طريق إرسال رجاله، لكن أحدهم يهرب ليخبر سيدو بأن رايان قتل جميع رجاله بنفسه. في نفس الوقت، كان رايان يخطط لزواج أخته دورغا من موظف حكومي ويوافق على تحمل مسؤولية تكاليف الزواج التي تبلغ حوالي 5 لاك روبية وتكاليف المهر، مما يجعله في حاجة ماسة للمال. بناءً على طلب عائلة العريس للمهر، يوافق رايان على تسليم شاحنة طعامه المربحة وجميع مدخراتهم البنكية لعائلة العريس.
في خوف على مستقبلهم، يخطط رايان لقتل سيدو في الليلة السابقة لزواج دورغا عن طريق الهجوم على منزل زوجة سيدو الثانية، أنام. ومع ذلك، يكتشف رايان أن دورغا كانت محبوسة في المنزل ويدرك أن هذا كان فخًا نصبته سيدو. يشتبك رايان مع رجال سيدو المهاجمين، ولكن أثناء محاولته الهروب، يتم اختطاف دورغا واغتصابها من قبل أحد رجال سيدو، جورو. في هذه الأثناء، اكتشف أن موثو ومانيكام، اللذان لم يتمكنا من إيجاد عمل بسرعة، كانا يعملان لصالح سيدو لتغطية نفقاتهم المنزلية. وعندما يدركون أن هدفهم كان أخاهما، يشعران بالذعر ويطعنان رايان. بعد هروبها من جورو، تهرب دورغا إلى المكان الذي تركت فيه رايان وتنجح في إنقاذه بدخوله إلى عيادة قريبة.
تحاول عصابة سيدو قتل رايان في العيادة، لكنه يتم إنقاذه من قبل دورغا وسيخار. يهرب الثلاثة إلى منزل معزول بعيدًا عن المدينة، وهناك تكتشف دورغا خيانة موثو ومانيكام. في نفس الوقت، يواصل موثو ومانيكام العمل لصالح سيدو، بينما تلد ميغالي طفل موثو. بعد ما يقارب السنة، يتعافى رايان من إصاباته ويختطف أنام؛ ويطلب من سيدو إرسال جورو مكانها لأنه كان المسؤول عن اغتصاب دورغا. يوافق سيدو، ويتم قتل جورو على يد دورغا.
يريد مانيكام تصحيح الأمور مع رايان ودورغا، لذا يطلب من سيخار ترتيب لقاء مع رايان ليطلب منه الرحمة. وبينما كان يستمع إلى هذا الحديث، يخدع سيدو مانيكام ويستغل الفرصة ليجعل سيخار يكشف عن مكان رايان، لكنه يرفض ويتم قتله على يد سيدو. يُعرض جسده في مكان عام، مما يخرج رايان ودورغا من مخبأهما. يستخدم سارغونام هذه الفرصة لترتيب اجتماع بين رايان وسيدو من أجل تسوية علنية، لكنه كان يخطط سرًا لقتلهم جميعًا في نفس المكان. لكن سارغونام يغير خطته حيث كان هناك العديد من رجال سيدو معه، ويتراجع إلى الخطة ب، وهي صفقة مع رايان؛ في مقابل القضاء على سيدو وعصابته، يتم وعد رايان ودورغا بالحرية والأمان وهوية جديدة. خلال احتفالات بوغي، تقوم دورغا بطعن وقتل مانيكام بسبب خيانته لرايان. في المعركة التي تلت ذلك، يقتل رايان سيدو وعصابته بوحشية، وأخيرًا، ولكن بتردد، يقتل موثو.
في اليوم التالي، ينتظر سارغونام رايان مع المال، لكن نيته الحقيقية كانت قتله حتى لا يتم تسريب صفقاته. ومع ذلك، كان رايان ذكيًا بما يكفي لاكتشاف خطته ولم يصل إلى مكان الاجتماع. تعطي ميغالي طفلها إلى رايان ودورغا قائلة إنها لا تريد أن يكون لها طفل من سلالته. يجمع رايان ودورغا أمتعتهما ويغادران تشيناي لحياة هادئة.

## الأبطال
- دانوش في دور كاثافارايان "رايان"
  - راغل ر. في دور رايان في صغره
- دوشارا فيجيان في دور دورغا، أخت رايان الصغرى
  - دارسيكا في دور دورغا في صغرها
- إس جيه سوريا في دور سيثورامان "سيثو"
- سونديب كيشان في دور موثوفيلا رايان "موثو"، شقيق رايان الأصغر
  - أفانيش في دور موثو في صغره
- كاليداس جايارام في دور مانيكافيلا رايان "مانيكام"، شقيق رايان الأصغر
  - دانوش كارثيك في دور مانيكام في صغره
- سلفاراغافان في دور سيخار، شخصية الأب لرايان
- براكاش راج في دور المفوض آر. سارغونام
- أبارنا بالامورالي في دور ميغالي، زوجة موثو
- فارالاكسمي ساراثكومار في دور الزوجة الأولى لسيثو
- سارافانان في دور دوراي
- ديليبان في دور جورو، أحد رجال سيثو
- إيلفاراسو في دور والد ميغالي
- ديفيا بيلاي في دور أنام سيثورامان، الزوجة الثانية لسيثو
- أرانثانغي نيشا في دور مساعدة سارغونام
- د. كارثيك أنجانايان في دور أنجانايان
- ديفاداراشيني في دور الطبيبة
- مادهان بوب في دور إيجاياراسان
- نامو نارايانا في دور جاغاناثان
- سيل موروغان في دور موروغان، نادل الحانة
- غيثا كايلاثام في دور زوجة دوراي
- نافين كروبهاكار في دور أشوين، منافس مانيكام في الجامعة
- أنبو مايلاسامي في دور أحد رجال سيثو
- كيشا رافي في دور والد كاثافارايان
- أريان مهدي في دور صديق كاثافارايان
- م. ساوندريا سارافانان في دور والدة كاثافارايان

## الإنتاج

### التطوير
في 29 ديسمبر 2017، أعلن دانوش أنه سيعمل على فيلمه الثاني كـمخرج بعد فيلمه الأول با باندي (2017)، بالتعاون مع هيما روكميني ومورالي راماسامي، رؤساء ثيناندال ستوديو ليمتد. كما أشار إلى أنه سيلعب دور البطولة في الفيلم وأن الإنتاج سيبدأ في العام التالي. وفي 7 سبتمبر 2018، تم إجراء مهورات بوجا في تشيناي للاحتفال بالبدء الرسمي. كان من المقرر أن يكون الفيلم ثنائي اللغة، يتم عرضه باللغتين التاميلية والتيلوغوية، وكان من المتوقع أن يشارك فيه ناغارجونا، أديتي راو هيداري، إس. جي. سورياه، آر. ساراثكومار، وسريكاث. تم التعاقد مع الملحن شون رولدان، ومصور السينما أوم براكاش، والمحرر براسانا جي كي للعمل في المشروع. صرحت روكميني خلال إطلاق المشروع الصحفي قائلة: "إنها قصة مثيرة للإعجاب وهي مشروع حلم لدانوش كان يفكر فيه لفترة طويلة. هو شغوف جدًا بالفيلم وعندما سمعنا النص، فهمنا السبب".
تم إطلاق المشروع تحت الاسم المؤقت DD2، وبدأت التصوير الرئيسي في نفس الشهر. في مارس 2019، أفاد الصحفيون أن المشروع تم إيقافه، حيث تم تصوير أجزاء قليلة منه فقط بسبب جداول العمل المزدحمة للفريق. لكن لاحقًا تم التأكد أن المشروع لم يُلغَ بل تم تعليق التصوير مؤقتًا بسبب انشغال دانوش بتصوير فيلم أسوران (2019). في يونيو 2020، ورد أن شقيق دانوش الأكبر، سيلفاراغافان، تم اقترحه لإخراج جزء من الفيلم، نظرًا لانشغال دانوش بالتزاماته الحالية. تم تعليق المشروع لاحقًا، لكن أُعلن أنه سيستأنف بعد انتهاء جائحة كورونا، وهو ما تبين أنه غير دقيق.
بعد مرور عامين، في 2023، تم الإعلان أن دانوش سيكتب قصة جديدة بدلاً من إحياء النص السابق، على أن يتم تمويل المشروع من قبل كالانيتي ماران من صن بيكتشرز. تم الإعلان رسميًا عن المشروع في 18 يناير، وكان يحمل الاسم المؤقت D50. وفي 19 فبراير 2024، تم الكشف عن العنوان الرسمي للفيلم، رايان.

### التوزيع
أعلن أن دانوش سيظهر بشخصية ذات رأس حليق وشارب سميك مع لحية خفيفة لتناسب دوره في الفيلم. تم اختيار سونديب كيشان للقيام بدور مهم في الفيلم، وهو ما يعكس التعاون الثاني بينه وبين دانوش بعد فيلم كابتن ميلر (2024). تم التأكيد أيضًا على أن كاليداس جايارام سيلعب دورًا مهمًا، حيث حل محل فيشنو فيشال الذي كان قد تم اقترحه للدور، لكنه اضطر للاعتذار بسبب جداول أعماله المزدحمة، بما في ذلك عمله مع المخرج رام كومار وفيلم لال سلام (2024) للمخرجة آيشواريا راجينيكانث.
انضمت دوشارا فيجيان أيضًا لتلعب دوراً مهماً في الفيلم، بينما تم اختيار إس جيه سوريا للقيام بدور مهم آخر. وكان قد تم اختياره أيضًا في المشروع الأول لدانوش كـمخرج، والذي تم إيقافه لاحقًا.
تم تأكيد أيضًا أن سيلفاراغافان، براكاش راج، أبارنا بالامورالي، فارالاكسمي ساراثكومار، وسارافانان سيؤدون أدواراً بارزة في الفيلم. ومن المثير أن فارالاكسمي ستتعاون مع دانوش مجددًا بعد فيلم ماري 2 (2018).
تم تأكيد جميع هذه الأدوار من قبل شركة الإنتاج في أواخر فبراير 2024. كان دانوش قد عرض على الموسيقي ديفا دوراً كخصم في الفيلم، حيث كان يرغب في أن يتحدث الشخصية بلهجة شمال تشيناي، لكن ديفا رفض الدور.

### التصوير
بدأ التصوير الرئيسي بحفل افتتاحي في 5 يوليو 2023 على طريق الساحل الشرقي في تشيناي بحضور طاقم العمل. استمر التصوير هناك لفترة قبل أن ينتقلوا إلى موقع تصوير ضخم يضم حوالي 500 منزل في استوديوهات أديتيا رام في تشيناي، حيث تم تصوير باقي الجدول الزمني. شمل هذا الجدول مشاهد تجمع سوريا وسونديب.
بدأ الجدول الثاني من التصوير في منتصف نوفمبر في منطقة كارايكودي، واستمر لمدة أسبوع. استثمر الفريق حوالي 30 كرور روبية (3.6 مليون دولار) لإنشاء خلفيات حي رويابورام، الذي تجري فيه معظم أحداث الفيلم. بحلول الأول من أكتوبر، ذكر دانوش أن التصوير اقترب من نهايته، وفي 14 ديسمبر، غرد على إكس أنه تم الانتهاء من التصوير.

### ما بعد الإنتاج
كان سوميش غوبال وأنيس دياناندان مشرفين على المؤثرات البصرية للفيلم، بإشراف شركة ديجيتال بريكس إنترتينمنت برايفت ليمتد، وهي الاستوديو الأساسي للمؤثرات البصرية في الفيلم. بدأت عمليات الدبلجة في أواخر فبراير 2024، واكتملت بحلول أوائل مارس. اختتم رحمان جلسة إعادة التسجيل الصوتي في 28 مايو، وأكد دانوش اكتمال هذه المرحلة من خلال صفحاته على وسائل التواصل الاجتماعي.

## الموسيقى
قام إيه. آر. رحمان بتأليف الموسيقى والموسيقى التصويرية للفيلم، في رابع تعاون له مع دانوش بعد أفلام رانجانا (2013)، وماريان (2013)، وأترانجي ري (2021). تم إصدار أول أغنية فردية بعنوان "Adangaatha Asuran" (بالعربية: أسوران المتمرد) في 9 مايو 2024، تلتها الأغنية الثانية "Water Packet" (بالعربية: دلو الماء) في 24 مايو، ثم الأغنية الثالثة "Raayan Rumble" (بالعربية: صخب رايان) في 5 يوليو. أُقيم حفل إطلاق الألبوم في 6 يوليو 2024 في كلية سري ساي رام الهندسية في تشيناي.

## التسويق
تم إصدار الملصق التشويقي الأول للفيلم في 19 فبراير 2024، كاشفاً عن عنوان الفيلم. ومن 21 إلى 27 فبراير، أصدرت شركة الإنتاج ملصقات تشويقية لشخصيات سوريا، وسيلفاراغافان، وبراكاش راج، ودوشارا، وأبارنا، وفارالاكسمي، وسارافانان. أما المقطع الدعائي للفيلم، فقد تم إطلاقه في 16 يوليو.

## الإصدار

### في قاعات السينما
كان من المقرر عرض فيلم رايان في قاعات السينما في 13 يونيو 2024، لكن تم تأجيله لأسباب غير معروفة. عُرض الفيلم عالميًا في 26 يوليو 2024، قبل يومين من عيد ميلاد دانوش، إلى جانب نسخ مدبلجة باللغتين الهندية والتيلوغوية. كان من المقرر أيضًا أن يُعرض الفيلم في البداية في 11 أبريل، لكن تأجل إلى مايو بسبب الانتخابات العامة، ثم إلى يونيو لأسباب غير محددة. حصل الفيلم على تصنيف "A" من المجلس المركزي لشهادات الأفلام في الهند (CBFC)، ليكون أول فيلم لدانوش يحصل على هذا التصنيف منذ فيلم فادا تشيناي (2018)، بسبب العنف الشديد والدموية واللغة المستخدمة. كما حصل الفيلم على تصنيف 15 من مجلس تصنيف الأفلام البريطاني (BBFC) بسبب مشاهد العنف القوية والدماء.

### التوزيع
قامت صن بيكتشرز بتوزيع الفيلم بنفسها في ولاية تاميل نادو عبر شركة ريد جاينت موفيز. حصلت شركة آشيان سورش إنترتينمنت على حقوق التوزيع في ولايتي أندرا برديش وتيلانغانا بمبلغ 5 كرور. كما اشترت شركة سري جيوكولام موفيز حقوق التوزيع في كيرالا، وإيه في للإستشارات الإعلامية لولاية كرناتكا. أما الحقوق العالمية للتوزيع، فقد حصلت عليها آينغاران الدولية. استحوذت هوم سكرين إنترتينمنت على حقوق التوزيع في سنغافورة والشرق الأوسط، ودي إم واي كرييشنز في ماليزيا، وبرايم ميديا في أمريكا الشمالية، وإم كيه إس توكيز في أستراليا ونيوزيلندا.

### أرقام المبيعات المسبقة
بدأت الحجوزات المسبقة في الإمارات العربية المتحدة والبحرين في 18 يوليو 2024، أي قبل أسبوع من إصدار الفيلم. وفي الأيام التالية، بدأت الحجوزات المسبقة في بلدان أخرى منها النرويج. بدأت الحجوزات المسبقة أيضًا في تشيناي وحيدر آباد في 20 يوليو 2024، وكذلك في سريلانكا في اليوم نفسه.

### الإعلام المنزلي
تم الحصول على حقوق البث التلفزيوني من قبل قناة صن تي في، بينما تم عرض الفيلم على منصة أمازون برايم فيديو بدءًا من 23 أغسطس 2024 باللغات التاميلية والتيلوغوية والهندية والماليالامية والكنادية.

## الاستقبال

### شباك التذاكر
حقق فيلم رايان إيرادات بلغت حوالي ₹23.75 كرور (2.8 مليون دولار أمريكي) عالميًا في يوم افتتاحه، ليكون ثاني أعلى إيراد في اليوم الأول لفيلم تاميلي بعد إنديان 2، حيث جاء حوالي ₹16 كرور (1.9 مليون دولار أمريكي) من الهند. تفوق الفيلم على كارنان (2021) ليصبح أكبر افتتاح لفيلم من أفلام دانوش. بلغت إيراداته العالمية حوالي ₹75.42 كرور (9.0 مليون دولار أمريكي) في نهاية الأسبوع الافتتاحي، وخلال عشرة أيام، حقق ₹122.75 كرور (15 مليون دولار أمريكي) ثم وصل إلى ₹126.75 كرور (15 مليون دولار أمريكي) خلال يومين آخرين.
وبحلول نهاية الأسبوع الثالث، وصلت إيرادات الفيلم إلى ₹109.50 كرور (13 مليون دولار أمريكي) في الهند و ₹149 كرور (18 مليون دولار أمريكي) عالميًا، محققًا إجمالي إيرادات مقدرة بنحو ₹160 كرور (19 مليون دولار أمريكي) خلال فترة عرضه بالكامل.

### الاستجابة النقدية لفيلم رايان
حصل رايان على آراء مختلطة إلى إيجابية من النقاد.
- روهيت بانكر من قناة تايمز ناو منح الفيلم 3.5/5 نجوم وكتب: "رايان فيلم مليء بالعنف الدموي الذي قد يجده حتى أكثر المعجبين بهذا النوع منهكًا، خاصةً كونه يأتي في سياق موجة طويلة من الأفلام المماثلة التي صدرت مؤخرًا."[53]

- ديفيا ناير من رديف.كوم أعطت الفيلم 3/5 نجوم وكتبت: "رايان هو فيلم يمكن مشاهدته مرة واحدة، كُتب ليجذب الجمهور الكبير مع بعض الأبعاد التي قد تثير اهتمام النقاد."[54]

- إم سوغانث من صحيفة تايمز أوف إنديا منح الفيلم 3/5 نجوم وعلق: "رايان يحتوي على بيئة خامة مليئة بالغضب، ويعج بشخصيات عنيفة، ماكرة، وقابلة للضعف."[55]

- إس ديفاسانكار من منصة بينكفيلا كتب: "دانوش كَمخرج يقدم لمسة من أفلام العصابات التاميلية في أواخر العقد الأول من الألفية، ولكن مع لمسة عصرية، وهذا يعمل بشكل رائع على الشاشة الكبيرة. بشكل عام، رايان يعتبر مشاهدة جيدة."

- أفيناش راماشاندران من صحيفة إكسبرس الهندية منح الفيلم 3/5 نجوم وعلق: "دانوش كممثل ومخرج يظهر بشكل لافت في فيلم مدعوم بموسيقى رائعة من إيه. آر. رحمن وأداءات قوية، لكنه يفشل في تحقيق إمكانياته الكاملة."[56]

- أنوشا سوندار من أوت بلاي أعطت الفيلم 3/5 نجوم وكتبت: "نعم، الكتابة تشوبها بعض الثغرات التي لا تسمح بتطوير العديد من الشخصيات. لكن رايان يمثل جهدًا جريئًا من دانوش."[57]

- جاناني كيه من مجلة الهند اليوم أعطت الفيلم 2.5/5 نجوم وذكرت: "فيلم دانوش الخمسين هو قصة انتقام بسيطة، لكن تنقصه العمق العاطفي. ولنجاح زاوية الانتقام، ينبغي أن تكون المشاعر قوية."[58]

- ب. ف. س. براكاش من صحيفة ديكان كرونيكل منح الفيلم 2/5 نجوم وكتب: "دانوش كمخرج اعتمد في هذا الفيلم على العنف في سياق قصة رقيقة، وهو أمر مخيب للآمال."[59]

- لاتا سرينيفاسان من صحيفة هندوستان تايمز كتبت: "دانوش يُقدّم أداءً قوياً في رايان، مما يجعله فيلماً يجب مشاهدته، حيث يزخر بأداءات رائعة وتطورات غير متوقعة."[60]

- بوفانيش تشاندار من الصحيفة الهندوسية كتب: "في ثاني أفلامه الإخراجية، يحاول دانوش تقديم قصة عادية بشكل استثنائي، لكن النتيجة تأتي مخيبة للآمال."[61]

## وصلات خارجية
- رايان على موقع IMDb (الإنجليزية)
- رايان على موقع روتن توميتوز (الإنجليزية)
- رايان على موقع قاعدة بيانات الفيلم (الإنجليزية)
- رايان على موقع ليتربوكسد (الإنجليزية)